# Řehoř VII.
Svatý Řehoř VII., rodným jménem Hildebrand ze Soany, (cca 1020–1025 Sovana – 25. května 1085 Salerno) byl papežem od 22. dubna 1073 až do své smrti v roce 1085. V roce 1075 vyhlásil tento papež neomezenou vládu papeže nad celým světem a církví v dokumentu Dictatus papae (o tom, zda to bylo oficiálně vydáno se vedou spory). Od roku 1584 je římskokatolickou církví uctíván jako světec.

## Život
Na pohřbu Alexandra II. byl na nátlak lidových mas v rozporu s církevním právem prohlášen papežem.
V roce 1075 se dostal do konfliktu s císařem Jindřichem IV., který vyvrcholil uvalením klatby na Jindřicha a jeho zbavení císařské hodnosti. Pod tlakem německé šlechty se Jindřich vypravil na cestu do Canossy v době, kdy Řehoř pobýval na hradě Canossa. Vykonal předepsané církevní pokání, za což mu Řehoř udělil 30. ledna 1077 rozhřešení. V roce 1080 se však jejich vztahy opět zhoršily a Řehoř znovu Jindřichovi odebral titul císaře. Jindřich na tuto situaci reagoval svoláním synody do Brixenu, kde byl jmenován vzdoropapežem Wibert z Ravenny, který přijal jméno Klement III. V roce 1084 vstoupili Jindřich a Klement do Říma, kde Jindřicha korunoval císařem.
Zatímco německé oddíly obléhaly Andělský hrad, kde se skrýval Řehoř VII., Řím dobyly normanské oddíly, kterým velel vévoda Robert Guiscard. Normané donutili Jindřicha odtáhnout a potom vyplenili a zpustošili město, čímž obrátili hněv lidu proti Řehořovi, který musel s Normany odtáhnout do vyhnanství v Salernu, kde později zemřel.
Roku 1584 byl blahořečen papežem Řehořem XIII., roku 1728 pak svatořečen papežem Benediktem XIII.

## Dílo
V roce 1074 vydal Dictatus papae, podle něhož je papež neomezeným pánem univerzální církve právem rozhodovat ve všech věcech křesťanstva. Zatímco on smí soudit všechny, jeho nesmí soudit nikdo. Může dosazovat biskupy a může sesazovat císaře. Římská církev se nikdy nezmýlila a nikdy se nezmýlí.

## Galerie

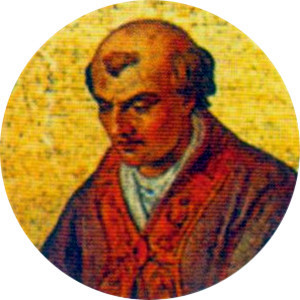
Portrét papeže sv. Řehoře VII. v bazilice sv. Pavla za hradbami
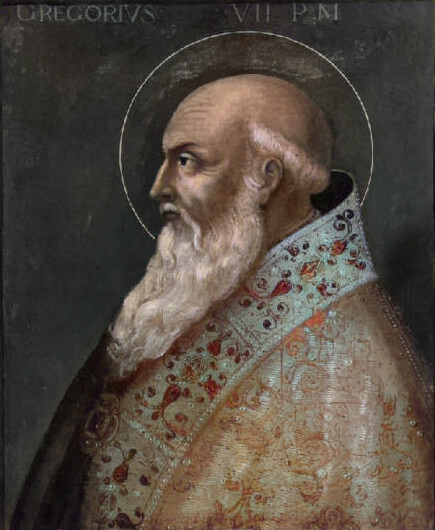
Portrét papeže sv. Řehoře VII.
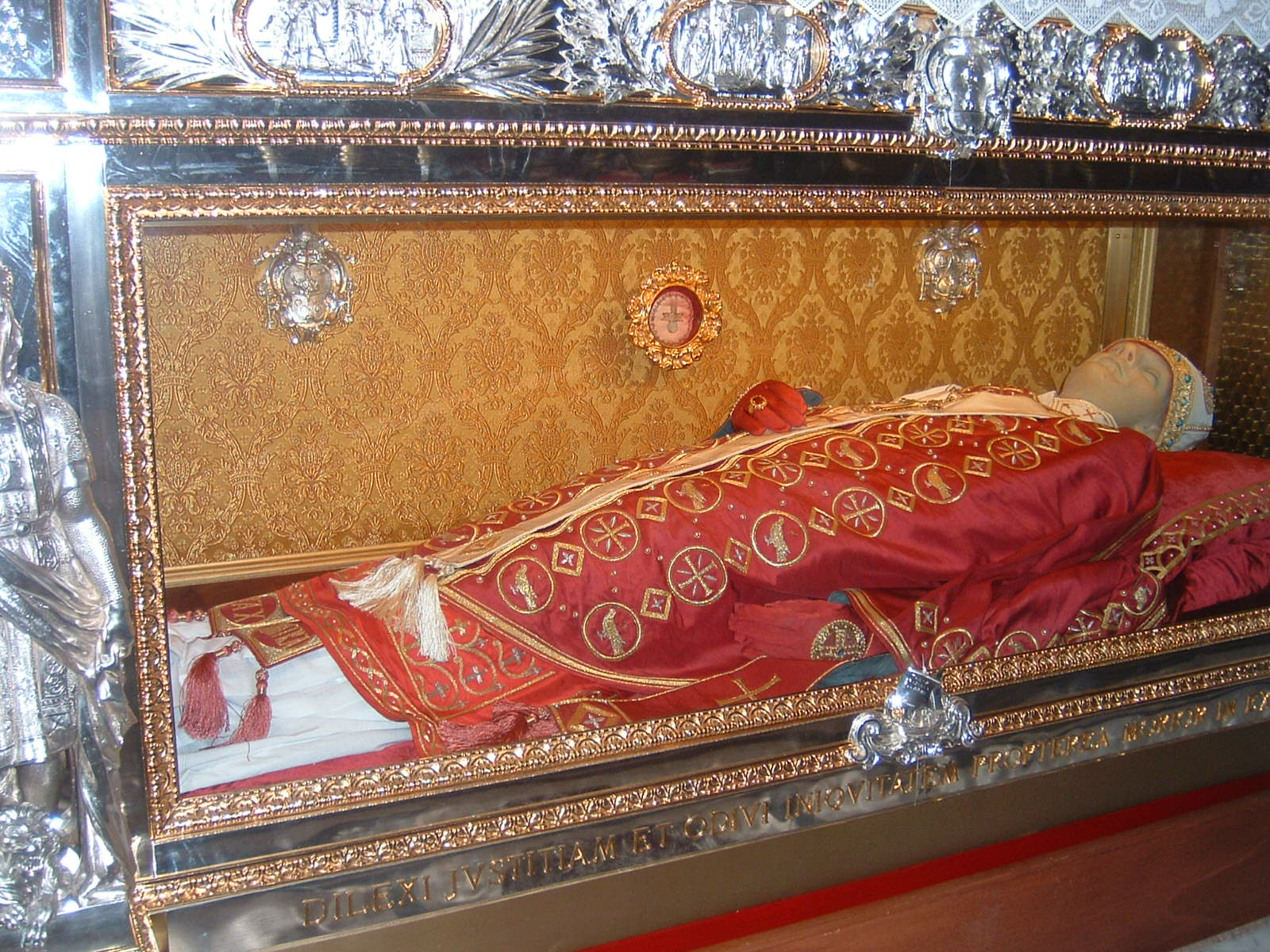
Hrobka papeže sv. Řehoře VII. v katedrále v Salernu